# Stazione di Brianco
La stazione di Brianco era una fermata ferroviaria della linea Biella-Santhià posta al servizio dell'omonima frazione, nel comune di Salussola.

## Storia

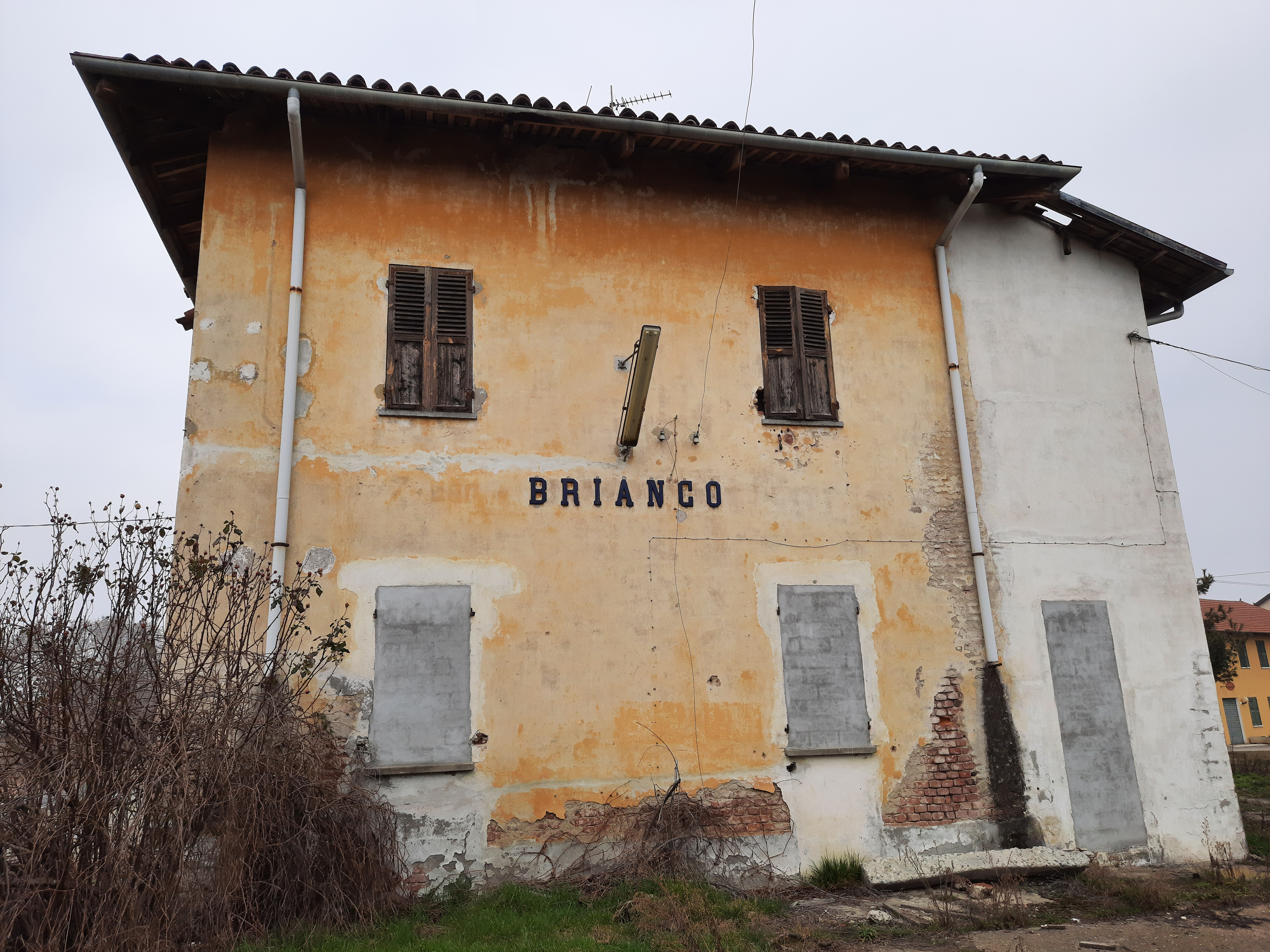
Facciata sud del fabbricato

Realizzato come stazione, l'impianto entrò in funzione nel periodo della prima guerra mondiale, al servizio del campo d'aviazione aerea, costruito dal Regio Esercito nello stesso anno. Era dotata del binario d'incrocio e altri binari tronchi per le manovre.
Il 10 luglio 1951, con la scadenza della concessione alla Società Strade Ferrate di Biella (SFB), che aveva fino ad allora gestito la linea, la stessa venne incorporata nella rete statale e l'esercizio degli impianti fu assunto dalle Ferrovie dello Stato.
Appena due anni dopo, nel 1953 l'impianto fu trasformato in fermata, lasciando in funzione il solo binario di corsa.
Dal 2000 la gestione dell'intera linea, e con essa quella della fermata di Brianco, passò in carico a Rete Ferroviaria Italiana, la quale ai fini commerciali classifica l'impianto nella categoria "Bronze".
La posizione limitrofa della fermata, aggravata dalla stazione di Salussola già esistente e più vicina al centro abitato, né comportò la dismissione a partire dal 2003.